# Aeroporto de Londres-Heathrow
O Aeroporto de Londres Heathrow (IATA: LHR, ICAO: EGLL) é um aeroporto internacional localizado no oeste de Londres, Inglaterra. Heathrow é o aeroporto mais movimentado do Reino Unido, o aeroporto mais movimentado da Europa em número de passageiros, e o terceiro aeroporto mais movimentado do mundo pelo tráfego total de passageiros. Em 2014, movimentou 75 715 474 milhões de passageiros, um aumento de 1,0% referente a 2014.
Heathrow fica a 12 milhas náuticas (26 quilômetros; 14 milhas) a oeste da parte central de Londres, e tem duas pistas paralelas, juntamente com quatro terminais de passageiros em uma área de 12 quilômetros quadrados (4,69 milhas quadradas). O aeroporto é de propriedade e operado pela Heathrow Airport Holdings, um consórcio internacional liderado pela empresa espanhola Ferrovial e que inclui empresas como a Caisse de dépôt et colocação du Québec e GIC Private Limited. Heathrow serve como hub para a British Airways e como Focus city para a Virgin Atlantic.
Em setembro de 2012, o governo do Reino Unido estabeleceu uma comissão aeroportuária presidida por Howard Davies, a fim de examinar opções para aumentar a capacidade dos aeroportos do Reino Unido. A comissão estabeleceu duas opções para a expansão de Heathrow em 2013, juntamente com uma terceira opção para a expansão do aeroporto de Gatwick. O relatório final, publicado em 1 de julho de 2015, sugeriu a construção de uma terceira pista em Heathrow.

## Localização

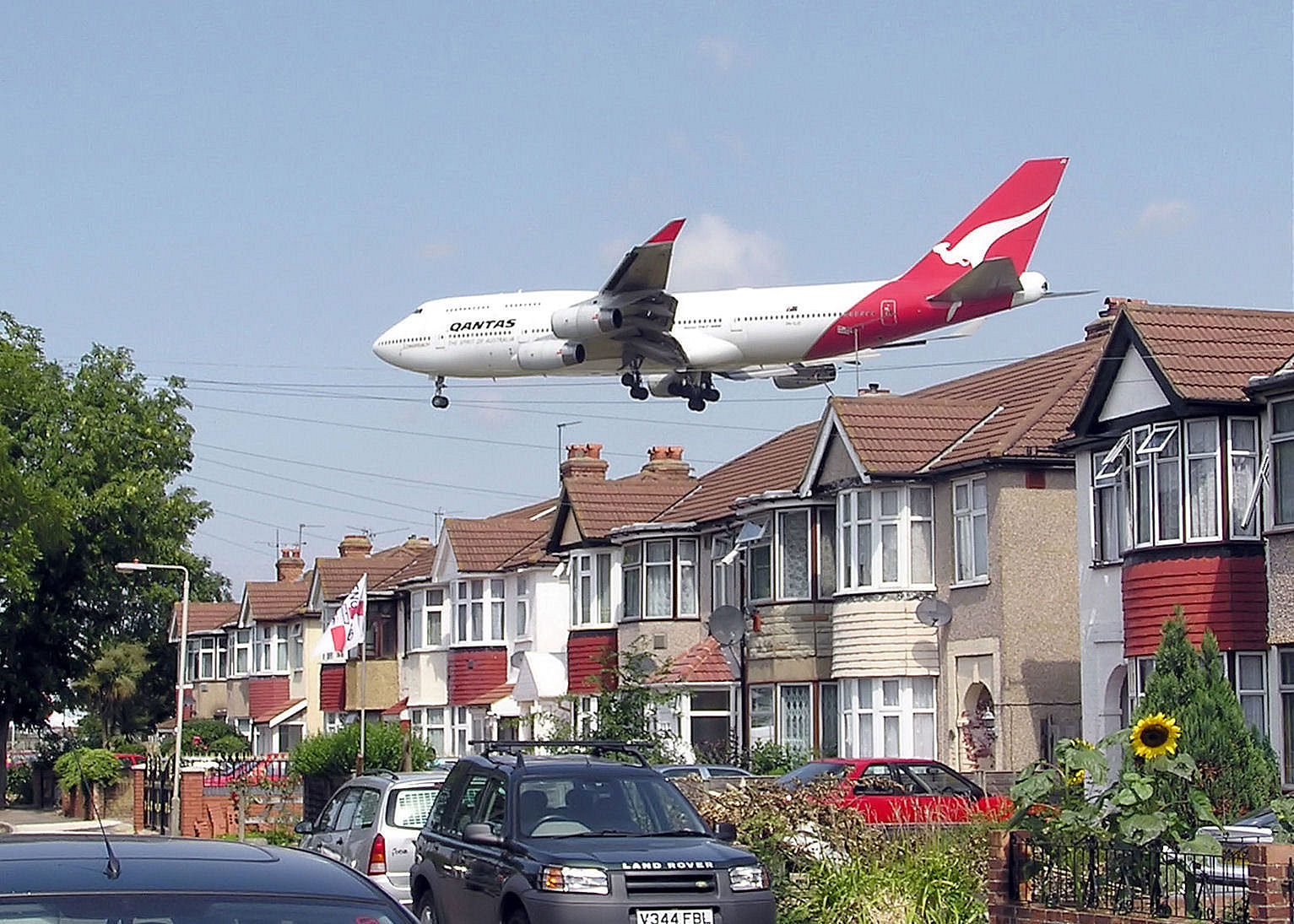
Boeing 747-400 da Qantas em aproximação para pouso no aeroporto.

O aeroporto fica a 16 milhas (26 quilômetros) a oeste da região central de Londres, no extremo sul do borough de Hillingdon, na Região de Londres, em uma parcela de terra que é destinada ao Cinturão Verde Metropolitano. Ao redor do aeroporto, estão localizadas as áreas de Harlington, Harmondsworth, Longford e Cranford ao norte, Hounslow e Hatton a leste, Bedfont e Stanwell ao sul e Slough, Berkshire e pela auto-estrada M25 Motorway a oeste.
Como o aeroporto fica localizado a oeste de Londres, os pousos e decolagens sempre sobrevoam povoados nas extremidades da cidade, o que é alvo de reclamações por conta da poluição sonora gerada pelas aeronaves.
Junto com Gatwick, Stansted, Luton, Southend e London City, Heathrow é um dos seis aeroportos comerciais que servem a área de Londres, embora apenas Heathrow e London City estão localizados na Grande Londres.

## História

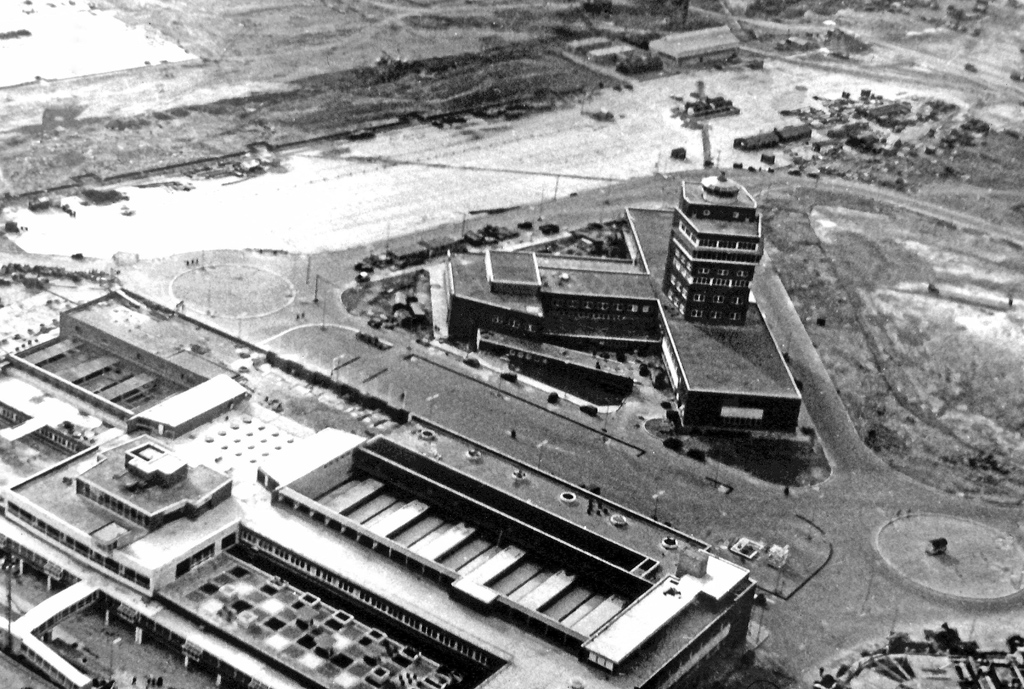
Construção do terminal principal em 1955.

O Aeroporto de Heathrow começou a sua vida nos anos 1930 com o nome de "Grande Aeródromo do Oeste", pertencendo a uma empresa privada com o nome de Fairey Aviation. Era principalmente usado para concentrações e testes de aviões. Foi então que o nome mudou para "Heath Row", que foi depois demolido para fazer um novo aeroporto onde está hoje localizado o Terminal 3. Nessa altura não tinha tráfego comercial e o principal aeroporto de Londres era o Croydon Airport.
Em 1944 o aeroporto foi parar ao controlo do Ministério da Aviação. Harold Balfour que era o vice-secretário do ministério (1938-1944), escreveu sua autobiografia em 1973 "Wings over Westminster" (Asas sobre Westminster), onde ele fala da necessidade do governo adquirir o aeroporto para ser usado em voos de longo-percurso. Harold Balfour expressou sempre a sua intenção de ver o aeroporto ser utilizado para fins civis. A Força Aérea Inglesa (The Royal Air Force) nunca usou o aeroporto. O aeroporto abriu parcialmente para uso civil a 31 de Maio de 1946 e mudou o nome para Aeroporto de Heathrow em 1947. Tinha então nessa altura 3 pistas e mais 3 em construção.
Em 1955 a Rainha Elizabeth II inaugurou o primeiro terminal do aeroporto, o Edifício Europa, que tarde mudou o nome para Terminal 2. Depois entrou em funcionamento o Terminal Oceânico, renomeado mais tarde Terminal 3. A partir daí o aeroporto possuía um ligação direta à cidade de Londres por helicóptero. O Terminal 1 foi inaugurado em 1968.

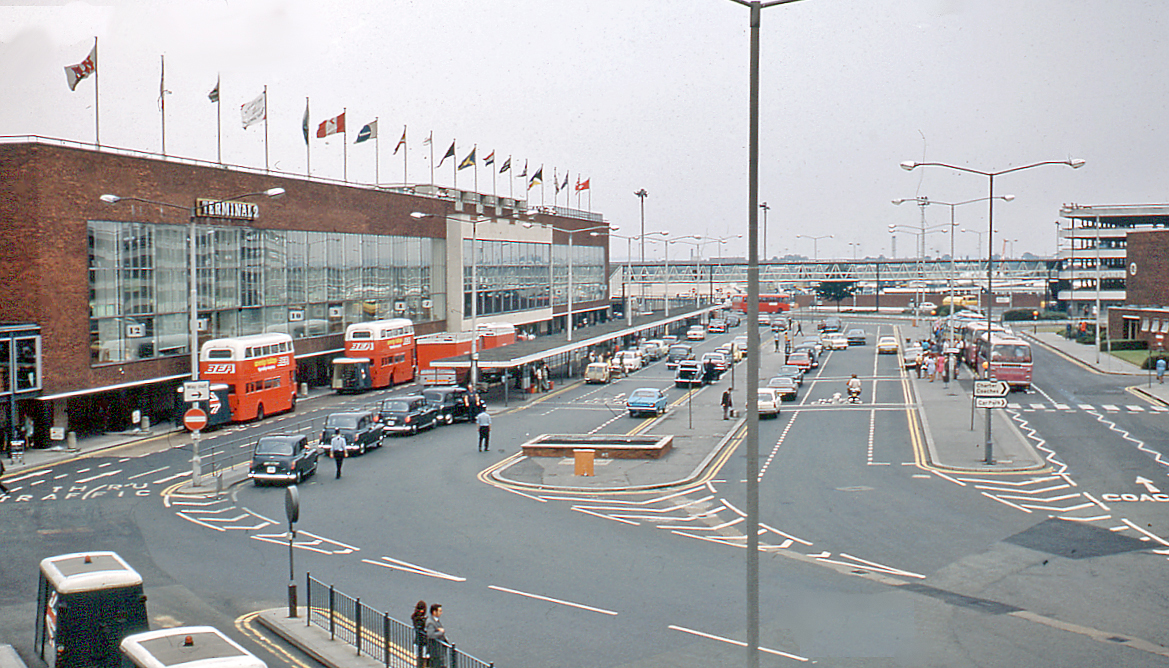
Terminal 2 em 1972.

A localização do aeroporto a oeste de Londres foi uma má escolha, pois ventos fortes fazem com que os aviões voem por cima da cidade durante mais de metade do ano. Outros grandes aeroportos europeus como os de Amsterdã, Paris e Frankfurt estavam situados a norte ou a sul das cidades para evitar que os aviões sobrevoem por cima das cidades. Outro problema era que durante todo o ano sentiam-se grandes nevoeiros que dificultam as vistas.

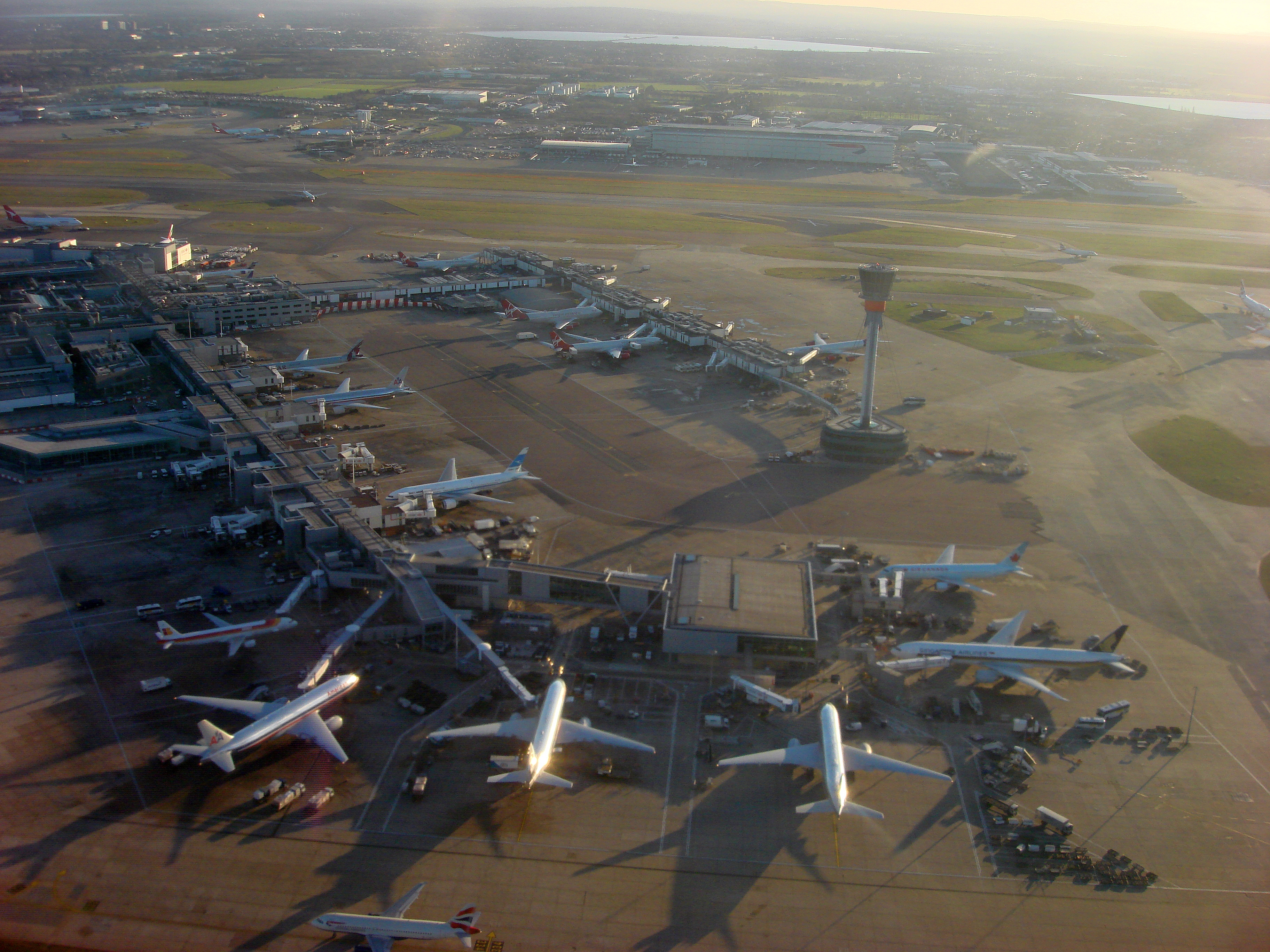
Terminal 3.

O Terminal 4 foi construído um pouco afastado dos restantes terminais a sudeste das pistas, e foi inaugurado em 1986, com uma estação do metro.
No ano de 1977 o Metro de Londres expandiu-se até ao aeroporto ligando este ao centro da cidade pela Linha Piccadilly. No ano de 1998, o Heathrow Express foi inaugurado, fornecendo um serviço de tren de Heathrow a Estação de Paddington em Londres, com estações a Terminal 4 e ao centro do aeroporto.
A fase de planejamento do Terminal 5 ocorreu em maio de 1997. O Inquérito de Planejamento Público terminou com um custo total de £80 milhões. O depoimento foi ouvido de 700 testemunhas e 100.000 páginas de transcrições foram gravadas. O processo de consulta levou 524 dias; oito anos se passaram desde o primeiro pedido até a aprovação final do governo – o processo de planejamento mais longo da história do Reino Unido.
Em 27 de março de 2008, o Terminal 5 abriu aos passageiros.
Em 21 de março de 2025 um incêndio na subestação elétrica de North Hyde, que começou aproximadamente às 23:23 GMT da noite anterior, causou o cancelamento de todos os voos e o fechamento do aeroporto em 21 de março. Mais de 1.300 voos foram afetados.

## Destinos e Informações

Destinos do Aeroporto de Heathrow.

O Aeroporto de Heathrow é usado por mais de 80 companhias aéreas que voam para 185 destinos em 84 países. O aeroporto é o principal hub da British Airways e é uma base para a Virgin Atlantic. Possui quatro terminais de passageiros (numerados de 2 a 5) e um terminal de carga. Dos 78 milhões de passageiros de Heathrow em 2017, 94% eram viajantes internacionais; os 6% restantes tinham como destino (ou chegando de) lugares no Reino Unido.

## Estatísticas
Ver a consulta original do Wikidata.